# Adam Marjan
Adam Ahmed Marjan (1957. szeptember 23. –) kuvaiti válogatott labdarúgókapus.